# Brandan Meibom

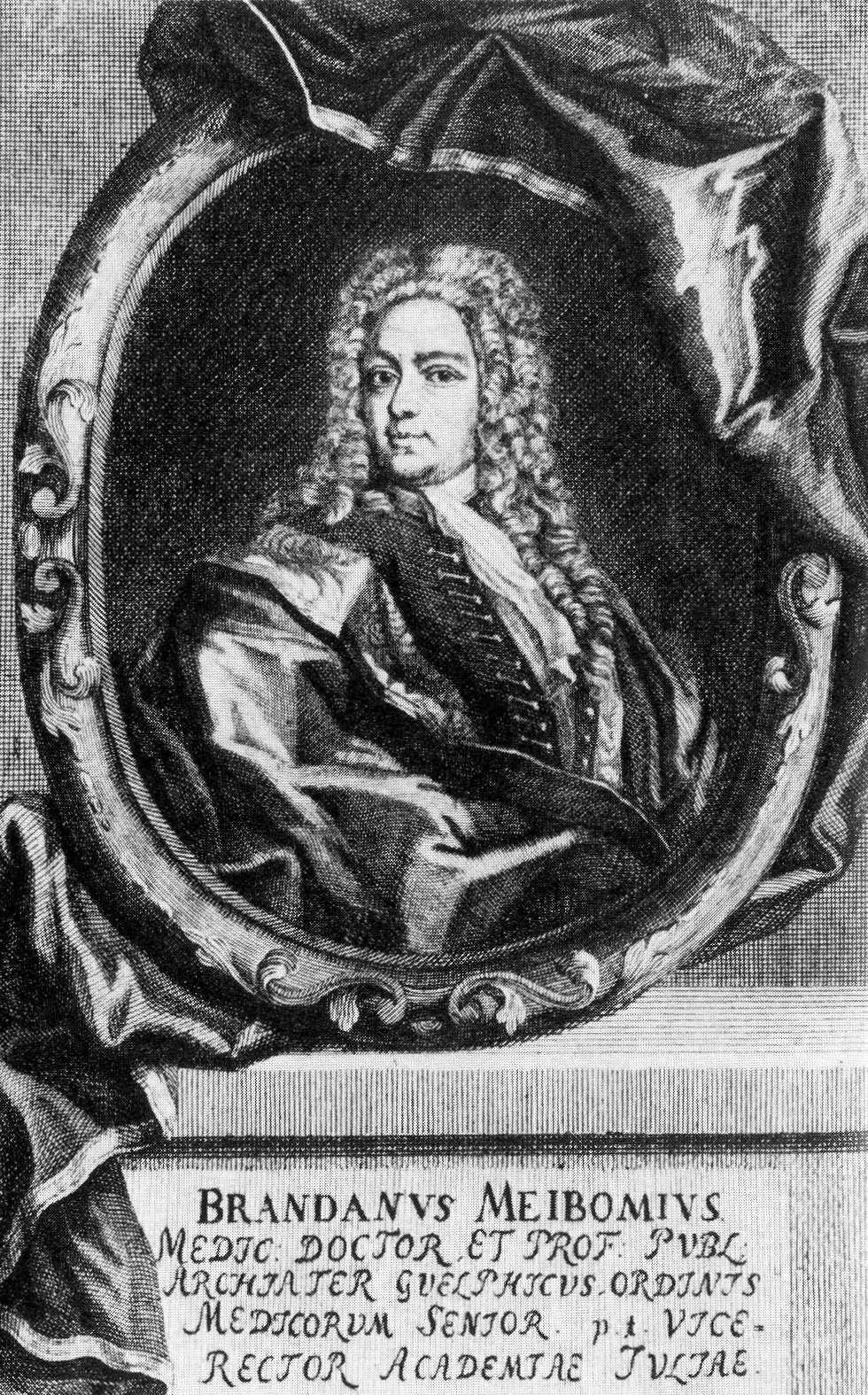
Meibom an der Universität Helmstedt

Brandan Meibom (* 14. Januar 1678 in Helmstedt; † 16. Oktober 1740 ebenda) war ein deutscher Botaniker und Professor der Pathologie, Semiotik und Botanik. Außerdem war er Direktor des Botanischen Gartens in Helmstedt.

## Leben
Er entstammte dem alten niedersächsischen Geschlecht Meibom. Sein Vater war Heinrich Meibom und sein Bruder Hermann Dietrich Meibom. Am 20. September 1695 immatrikulierte er sich erstmals in Helmstedt und ging noch im selben Jahr nach Leiden. Im Jahr 1699 kam er für einen kurzen Aufenthalt nach Helmstedt zurück und ging dann abermals nach Holland. Seinen Doktortitel für Medizin erhielt er im Jahre 1701 in Utrecht für seine Dissertation: De externorum medicamentorum operatione et in morbis internis usu. Darauf folgend ging er für einige Zeit nach England und erhielt bei seiner Rückkehr nach Helmstedt 1707 die Professur für Pathologie und Semiotik an der heute nicht mehr existierenden Universität Helmstedt. Im Jahre 1717 wurde er zudem noch Professor für Botanik. Im ersten Semester desselben Jahres sowie in den jeweiligen ersten Semestern der Jahre 1721, 1725, 1731 und 1735 war er Prorektor der Universität. Er gilt als Anhänger der so genannten Sydenham’schen Richtung. Später war er noch Hannoverscher Hofrat und Leibarzt des Herzogs von Wolfenbüttel.

## Werke
- Programma de rei medicae per observationes incremento, earum fallacia & recto usu praelectionibus publicis in Aphorismos Hippocratis praemissum. Helmstedt 1712.
- Programma publicis in pathologiam et semeioticen lectionibus praemissum in Academia Julia. Hamm, Helmstedt 1717.
- Gegründetes Bedencken von einem Menschen welcher im anderem Jahre seines alters von der Schirlings Wurtzel genossen, und hernach beständig taub und stum gewesen. Helmstedt 1729.
- Dissertationes medicae: collectio maxima.

## Seine Schüler und ihre medizinischen Dissertationen
- Johann von Lesen: De naturae in conservanda et restituenda sanitate viribus. Hamm, Helmstedt 1714.
- Justus Andreas Richers: De lochiorum suppressione. Hamm, Helmstedt 1717.
- Johann Gottlieb Seelmann: De Animae Ad Restitvendam Sanitatem Impotentia. Hamm, Helmstedt 1719.
- Wilhelm Johann Spies: De vomitoriorum natura atque usu. Hamm, Helmstedt 1719.
- Ernst Friedlieben: Dissertatio inauguralis aegram paralysi laborantem exhibens… Hamm, Helmstedt 1720.
- Johann Jakob Peyer: De apoplexia eiusque generosioribus remediis. Schnorr, Helmstedt 1723.
- Friedrich August Heinse: De provido atque tempestivo medicamentorum evacuantium: usu pro diversitate temporum morborum prudenter instituendo. Schnorr, Helmstedt 1723.
- Jacob Ludovici: De Arsenico. Schnorr, Helmstedt 1729.
- Christian Münden: Dissertatio Inavgvralis Medica Considerans Fvndamenta Brevioris Vitae Qvae In Plerisqve Hvjvs Aevi Hominibvs Observatvr. Schnorr, Helmstedt 1729.
- Johann Christoph Ellerndorff: De Conceptione. Schnorr, Helmstedt 1731.
- Tobias Grove: De tuenda valetudine recens natorum. Schnorr, Helmstedt 1731.
- Gottfried Jacob Jänisch: De usu vaporationum et suffituum in curatione morborum. Schnorr, Helmstedt 1734.
- Johann Brandan Voss: De Cruditatibus ventriculi. Schnorr, Helmstedt 1735.
- Johann L. Henrici: De morbis ex viscido oriundis. Schnorr, Helmstedt 1737.
- Johann G. Noebling: De pilis, eorumque morbis. Schnorr, Helmstedt 1740.
- Samuel Buchholtz: De Epilepsia stomachica. Schnorr, Helmstedt 1740.